# Kurdistan TV
Kurdistan TV – kurdyjski kanał telewizyjny, założony 1 stycznia 1999 roku jako pierwszy kurdyjski kanał satelitarny, którego właścicielem jest Demokratyczna Partia Kurdystanu, mający siedzibę w Irbilu, w północnym Iraku, na terenie kurdyjskiego regionu autonomicznego. Biura telewizji znajdują się również w Europie – w Holandii i Niemczech. Kanał emituje programy głównie w języku kurdyjskim, natomiast strona internetowa jest utrzymywana w języku kurdyjskim, tureckim i arabskim.
W ofercie programowej poza wiadomościami kanał emituje również patriotyczne utwory oraz – w związku z interwencją przeciwko Państwu Islamskiemu – materiały filmowe z wojennego frontu.

## Nadawanie i odbiór
Kurdistan TV jest dostępny za pośrednictwem satelity Eutelsat i Hot Bird w Europie, Azji Zachodniej i Afryce Północnej oraz z satelity Galaxy 19 w Ameryce Północnej.
Parametry techniczne
- Eutelsat Sesat (16°E)
- transponder: B5 ID
- częstotliwość: 11,055 GHz
- polaryzacja: H
- SR: 2893
- FEC: 3/4
- standard: DVB-S/MPEG-2
- kodowanie: brak (FTA)